# سنگ‌نگاره

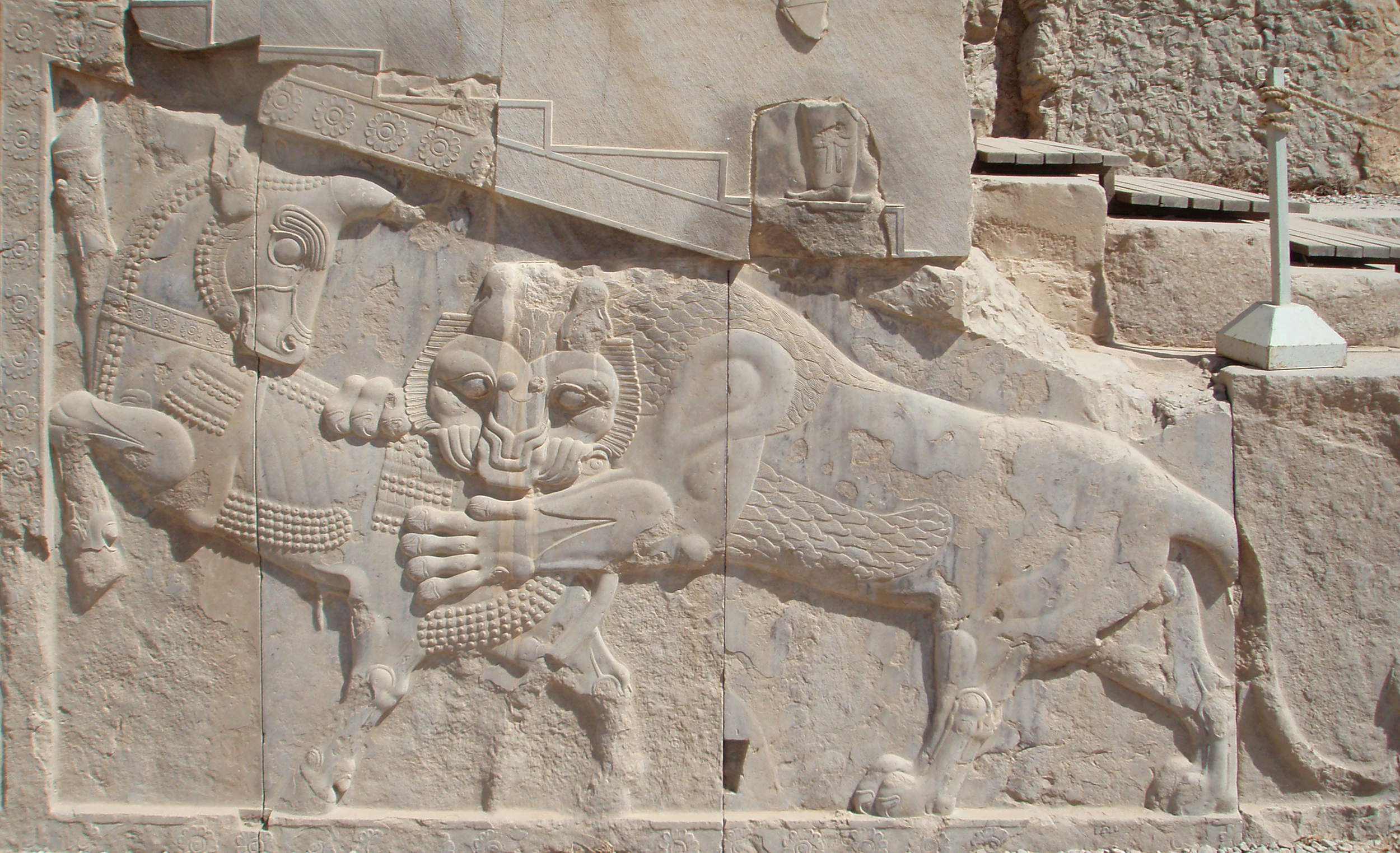
سنگ‌نگاره‌ای در تخت جمشید که نمادی از نوروز زرتشتیان را نشان می‌دهد. در اعتدال بهاری در روز نخست نوروز، نیرو و توان شیر و گاو در حال نبرد برابر است. شیر نماد خورشید و گاو نماد زمین است.

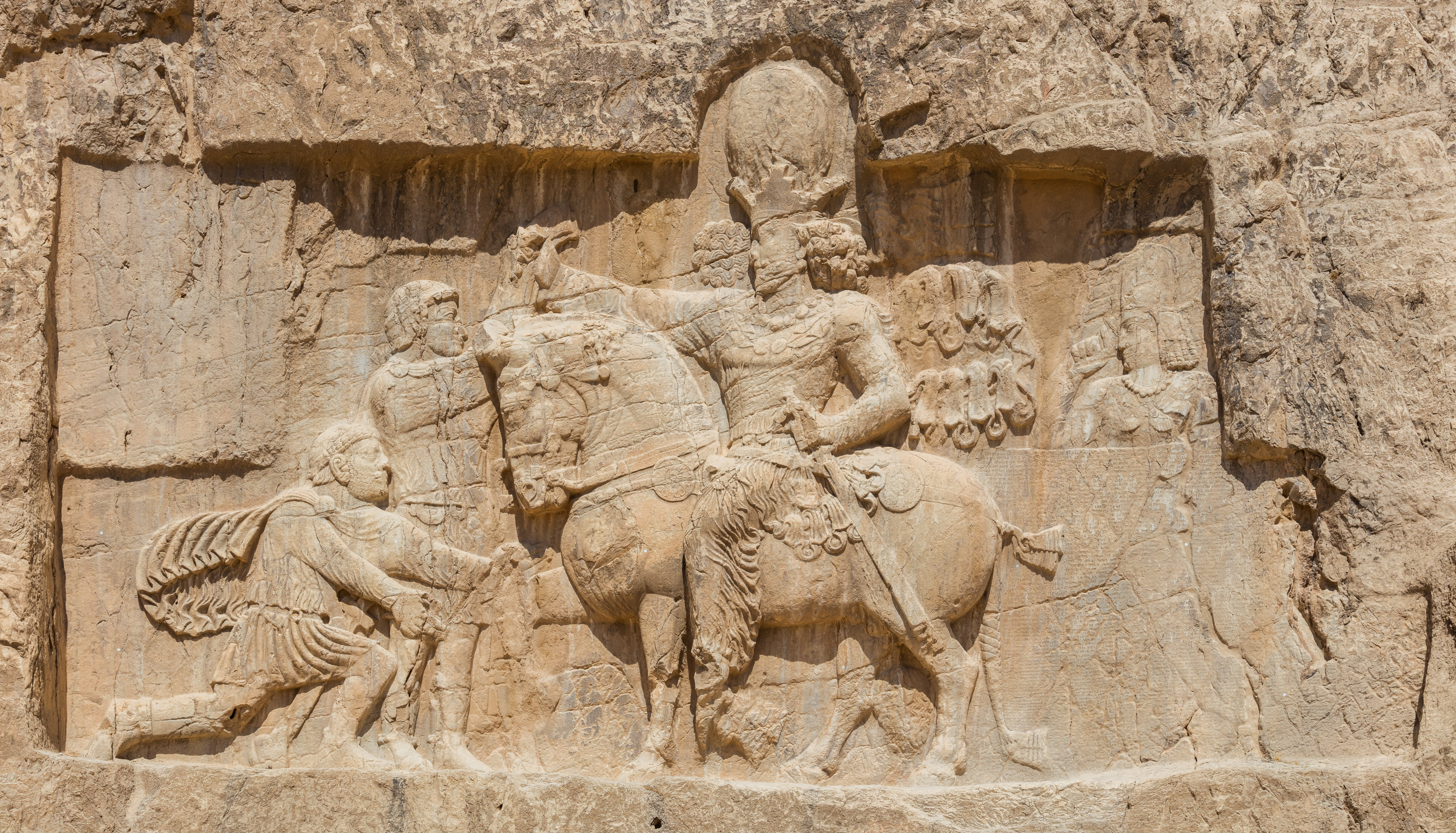
نگاره‌ای از سنگ‌نگاره پیروزی شاپور بر امپراتوران روم که در محوطهٔ نقش رستم و در نزدیکی آرامگاه داریوش بزرگ بر سینهٔ صخره‌ای تراشیده شده است. سنگ‌نگاره، پیروزی شاپور یکم بر والرین و فیلیپ عرب را به‌تصویر کشیده است.

سنگ‌نگاره نگاره‌ای نمادین است که بر روی سنگ تراشیده شده و بر روی سطح بیرونی آن نمایش داده می‌شود. سنگ‌نگاره نه انواعی از تصویرنگاشت، که رویدادها را بر پایهٔ ترتیب زمانیشان به نمایش می‌گذارند، هستند و نه غارنگاره، که یک نوع نقاشی بر روی دیوارهای یک غار است. آن‌ها بخشی از هنر سنگی هستند.
سنگ‌نگاره‌ها را می‌توان از کهن‌ترین آثار تاریخی و هنری به جا مانده از بشر دانست. در ایران، چند ده هزار نمونه از این نقاشی‌ها بر روی سنگ‌ها یافت شده‌اند. عمر بعضی از این نگاره‌ها به بیش از ۴۰٬۰۰۰ سال می‌رسد. بزرگ‌ترین و کاملترین سنگ نگاره‌های ایران در منطقه تیمره گلپایگان قرار دارد و قدیمی‌ترین سنگ نگاره ایران قوشاداش سونگون ارسباران را به هزاره ۴ تا ۳ قبل از میلاد تخمین زده‌اند و سال ۸۵ در فهرست آثار ملی به ثبت رسیده است هنر صخره‌ای کهن‌ترین شکل سنگ‌نگاره است. کشف سند ازدواج به شکل سنگ نگاره در حدود ۱٬۳۵۰ پیش از میلاد در بوگازکوی (Boḡazköy) واقع در آناتولی، با ذکر نام پادشاه هیتی و حاکم تمدن میتانی که فرمانروایان سرزمین‌هایی هستند که مردم در آنجا به الهه‌های هندی-ایرانی میترا-وارونا، ایندرا و اشوین‌ها متوسل می‌شوند و آن‌ها را می‌پرستند. این سند ظاهراً رسیدن موجی از اقوام هندو-ایرانی را به شمال غرب ایران تصدیق می‌کند.

## نگارخانه

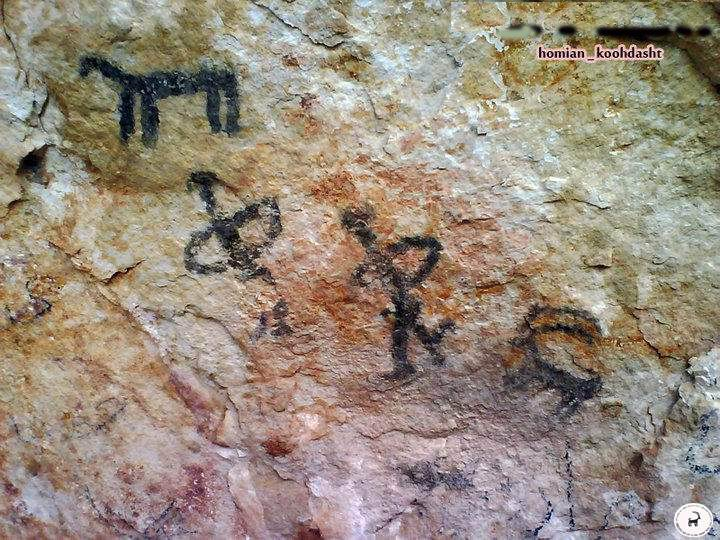
یک اثر پیکتو گراف
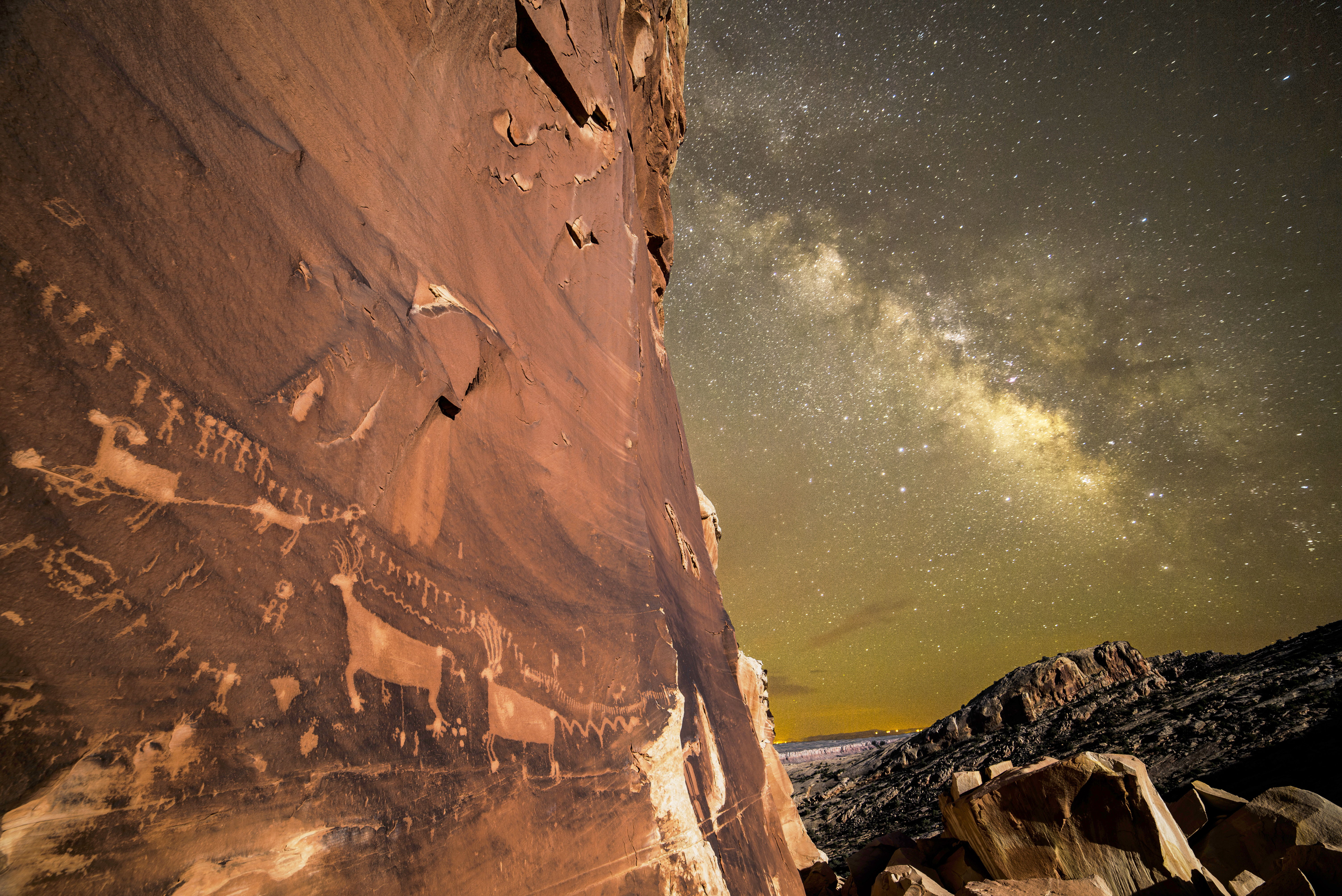
نگاره‌ای از سنگ‌نگاره‌های ۱۲۰۰ سالهٔ فلات سِدار مِسا در سان خوان در بخش جنوب شرقی ایالت یوتا.
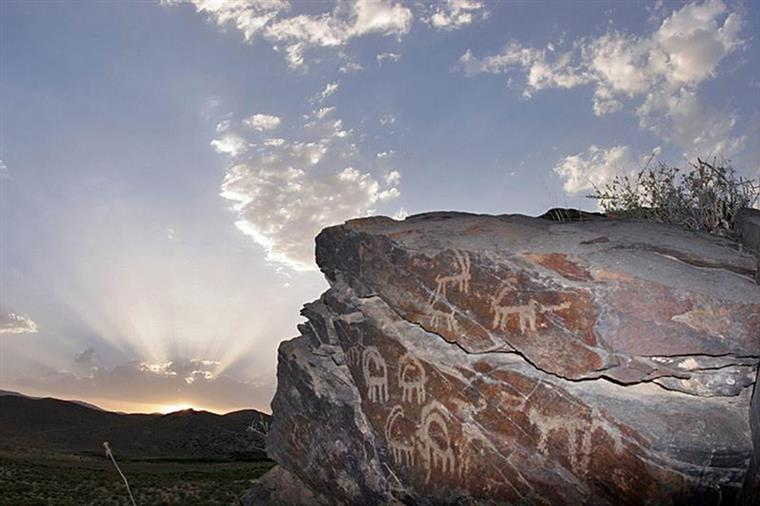
سنگ‌نگاره‌ای در گلپایگان(منطقه تیمره)
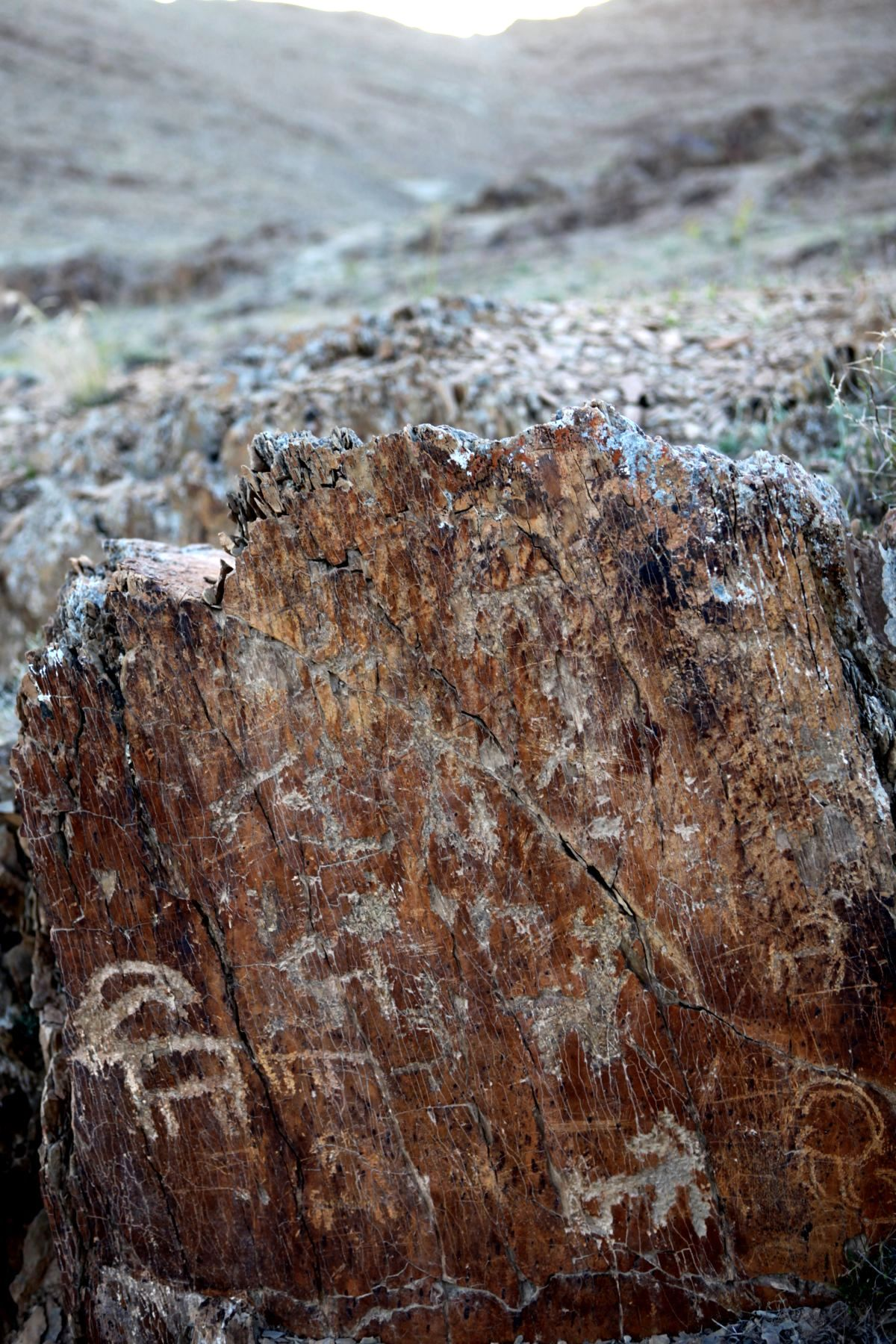
سنگ‌نگاره‌ای در گلپایگان(منطقه تیمره)